# Mechtild de Jong
Mechtild Dominica Theresia Maria (Mechtild) de Jong (Maastricht, 1 april 1939) is een voormalig Nederlands CDA-politica.
De Jong is een in Limburg geboren biologe, die enige jaren lerares was in het IJmondgebied, zowel in het voortgezet als beroepsonderwijs. Na een ambtelijke functie bij de provincie Zuid-Holland werd ze Tweede Kamerlid voor het CDA. Ze had veel belangstelling voor het natuurbeleid, zowel binnen als buiten de Kamer. Na haar Kamerlidmaatschap werd ze raadslid in Delft en in die plaats is ze tevens gepromoveerd op een ecologisch onderwerp. Haar proefschrift heeft de titel:"Scheidslijnen in het denken over Natuurbeheer in Nederland, een genealogie van vier ecologische theorieën". (ISBN 90-407-2295-1)
- Parlement.com: vg09llqoc3qv